# Lloral (higo)
Lloral es un cultivar de higuera de tipo higo común Ficus carica, "unífera" de higos con la epidermis de color de fondo amarillo verdoso con sobre color púrpura que cuando madura cambia a un color grisáceo con lenticelas. Se cultiva principalmente en La Vera y Casas de Don Pedro en Extremadura, y en la Sierra de San Vicente en la Provincia de Toledo.
,

## Sinonimia
- „Doñegal“ en Aragón,
- „Iñoral“ en la Comunidad Valenciana,
- „Hoñigal“ en Extremadura,
- „Oñigal“ en Andalucía,[5]
- „Nigales“ en Castilla La_Mancha (Sierra de San Vicente),[6]
- „Ñoral“ en la Región de Murcia ,[7][8][9][10]

Oñigal: Aféresis de 'Doñegal' o 'Doñigal'; higo de buen tamaño o color. Viene de dominicalis, «señorial, variedad de higo muy colorado por dentro».

## Historia
Durante el gobierno de Abd al Rahman II, con motivo del intercambio de embajadas entre la corte de Córdoba y Constantinopla se introdujeron en al-Ándalus otras especies. En esta famosa embajada , narrada por numerosos autores árabes, entre ellos el agrónomo Al-Tignari, llegaron a la capital del emirato unos esquejes de una variedad de higuera, la que produce los higos de la variedad 'Doñegal', que según los relatos de las crónicas antiguas tuvo un recorrido curioso:
« “La higuera doñegal la trajo al-Gazali (en tiempos de Abd al Rahman II) cuando fue de Córdoba a Constantinopla de embajador. Allí vio unos higos que le admiraron, pero estaba prohibido sacar nada de la ciudad. Entonces cogió semillas de higos verdes y la metió en las jaretas con las que había atado sus libros, después de descoser sus cabos y volverlos a coser como estaban. Cuando quiso partir se examinó su equipaje, pero no se encontró rastro de ello. Al llegar a Córdoba sacó las semillas de dentro de los cabos, las sembró y las cuidó, y cuando dieron fruto fue con los higos al señor de Córdoba y le sorprendió, informándole de su ardid para traerlos. Él apreció su acción y le preguntó cómo se llamaban. Al-Gazali le dijo, no sé su nombre, pero el que los cogía decía cuando me los daba: "Donno cole", que quiere decir:"Mi señor mira". Entonces el Principe de los creyentes los llamó doñegales” ».

## Características

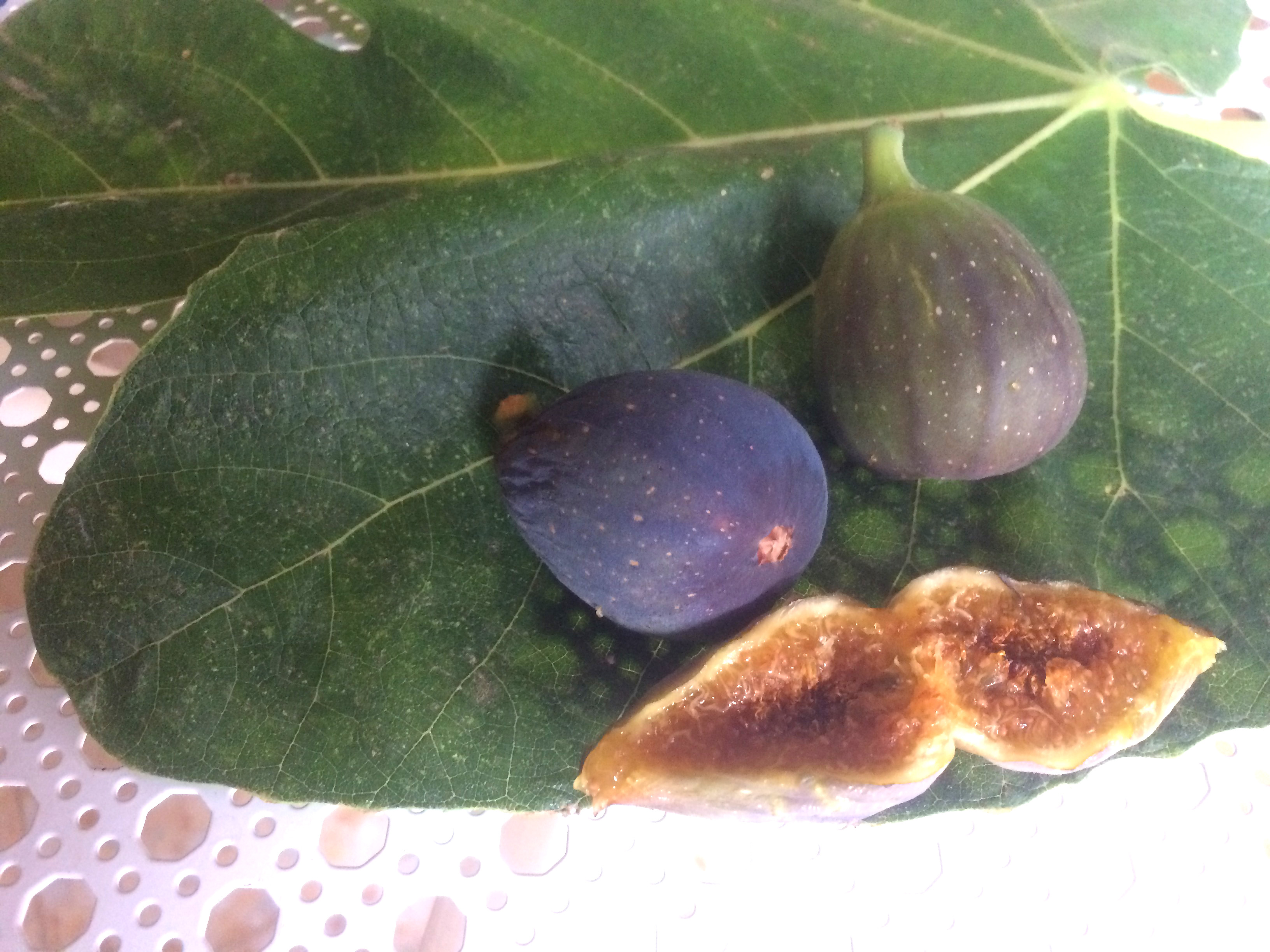
Higo Lloral

La higuera 'Lloral' es una variedad unífera de tipo higo común. Árbol de gran desarrollo, follaje denso, hojas trilobuladas (3), pentalobuladas (5), y heptalobuladas (7). 'Lloral' es de producción media de higos.
Los higos 'Lloral' son higos en forma de peonza de unos 31 gramos en promedio, de epidermis de color de fondo amarillo verdoso con sobre color púrpura que cuando madura cambia a un color grisáceo con lenticelas más pronunciadas de color blanco grisáceo. Con un ºBrix (grado de azúcar) de 29, con firmeza media, con color de la pulpa rojo que muy maduro cambia a marrón rojizo. De una calidad buena en su valoración organoléptica, son de un inicio de maduración medio.
Aptos para higo seco paso y consumo en fresco, muy dulces.

## Cultivo
'Lloral', se cultiva mayoritariamente en La Vera en Extremadura, y en la Sierra de San Vicente en la Provincia de Toledo.